# Léon Haakman
Pour les articles homonymes, voir Haakman.

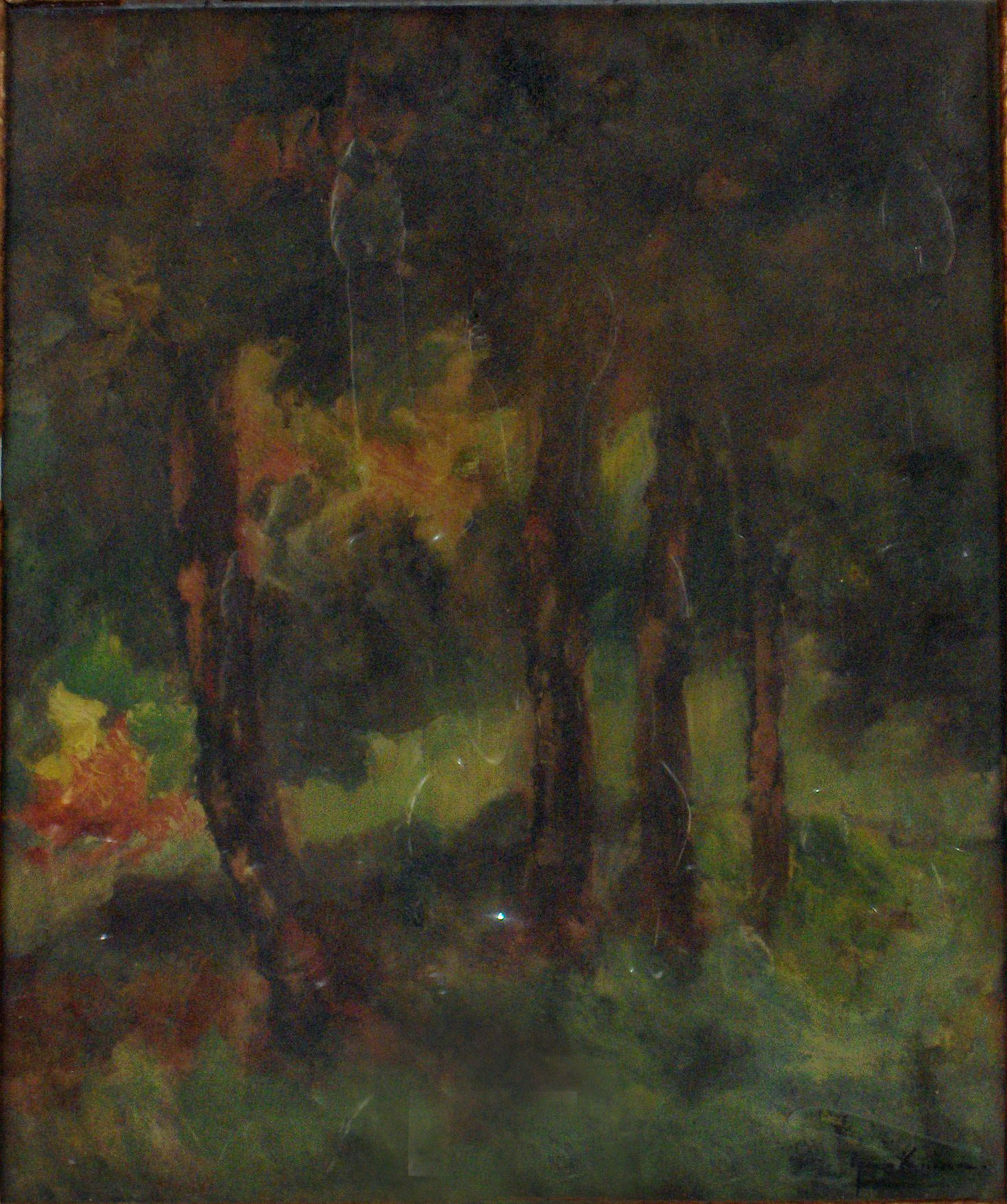
Vue sur la forêt.

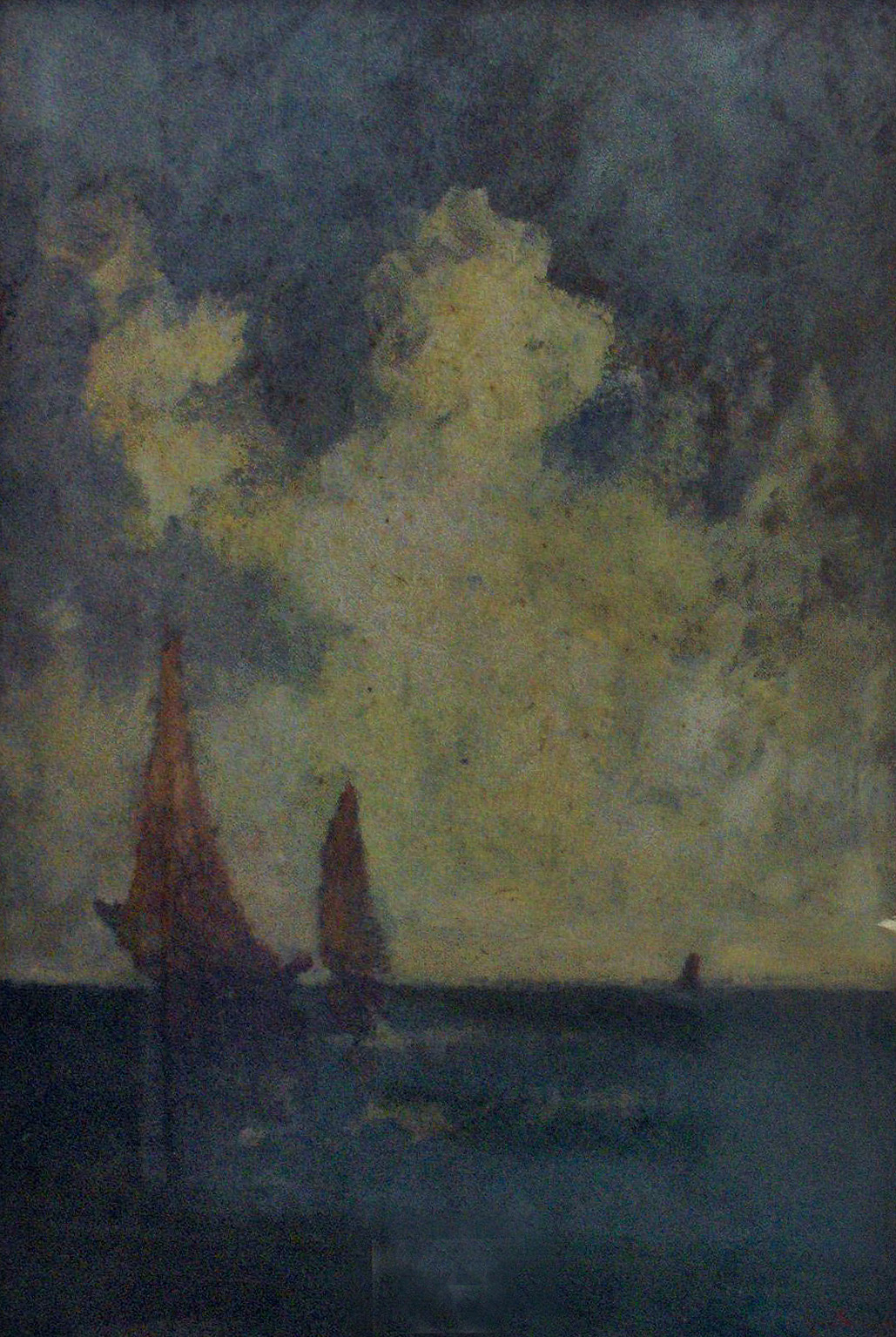
Voiliers (signé "Ostende, 1925").

Léon Haakman né le 25 décembre 1859 à Saint-Germain-en-Laye et mort après 1929, est un peintre impressionniste français dont on ne connaît que peu de détails.

## Biographie
Léon Haakman naît le 25 décembre 1859 à Saint-Germain-en-Laye.
Il est l'élève de Jules Dupré, un peintre paysagiste de l'école de Barbizon. Suivant ses traces, Léon Haakman peint également des scènes de forêt et des paysages, mais dans un style impressionniste. Le journal Le Gaulois fait l'éloge de Chemin dans la forêt « sous-bois d'une émotion rare et d'une facture charmante. On parlera de cette toile certainement. ».
Par la suite, il se tourne vers les paysages marins. En 1892, Léon Haakman présente une exposition de marines impressionnistes à L'Union libérale des Artistes Français en 1892. En 1893, il fait une première exposition sous le titre Epopée de la Meret une seconde en 1898 à la célèbre Galerie Georges Petit de Georges Petit.
En plus d'être un peintre, Léon Haakman est aussi un poète et un violoniste doué. Il collabore au magazine L'Art International.
Léon Haakman vit quelques années à Ostende, en Belgique, vers la période 1925-1929. Ses toiles apparaissent encore régulièrement dans les ventes aux enchères et sont estimées entre 300 et 500 euros[réf. nécessaire]